# Brad Rusin
Bradford Evan Rusin (Crown Point, 5 settembre 1986) è un ex calciatore statunitense, di ruolo difensore.

## Carriera
Dopo aver svolto un periodo di prova al Bolton nell'estate del 2004, Rusin si è trasferito in Norvegia nell'estate del 2008 per svolgere dei provini con lo Start e il Bodø/Glimt. Non essendogli stato offerto un contratto da nessuna delle due squadre, Rusin si è unito ai Carolina RailHawks della USL First Division nell'aprile 2009. Ha fatto il suo debutto tra i professionisti il 2 maggio 2009, in una partita contro i Portland Timbers. Nell'agosto 2010, l'HB Køge, formazione della seconda divisione danese, ha espresso interesse per Rusin, ma non è stato in grado di raggiungere un accordo con i RailHawks. Rusin è stato nominato capitano della squadra nel 2011, ma il 6 luglio ha firmato un contratto triennale con l'HB Køge, che nel frattempo aveva ottenuto la promozione in Superligaen.
L'11 gennaio 2013, Rusin è stato ceduto ai Vancouver Whitecaps per una cifra non rivelata.
Il 12 febbraio 2014, Rusin ha firmato per una stagione con l'Orlando City nella USL Pro. È stato svincolato al termine della stagione 2014, a causa del passaggio del club alla Major League Soccer.
Il 24 dicembre 2014, Rusin ha firmato con i Tampa Bay Rowdies della North American Soccer League. Il 29 aprile 2015, Rusin è stato ceduto ai San Antonio Scorpions in cambio del centrocampista Richard Menjívar.
Il 15 dicembre 2015, il Miami FC, neofranchigia della NASL, ha annunciato ufficialmente la firma di Rusin, insieme al centrocampista Blake Smith.
Il 25 gennaio 2018, Rusin ha firmato con gli Indy Eleven della USL per la stagione 2018.

## Statistiche

### Presenze e reti nei club
| Stagione                  | Squadra                   | Campionato                | Campionato | Campionato | Coppe nazionali | Coppe nazionali | Coppe nazionali | Coppe continentali | Coppe continentali | Coppe continentali | Altre coppe | Altre coppe | Altre coppe | Totale | Totale |
| Stagione                  | Squadra                   | Comp                      | Pres       | Reti       | Comp            | Pres            | Reti            | Comp               | Pres               | Reti               | Comp        | Pres        | Reti        | Pres   | Reti   |
| ------------------------- | ------------------------- | ------------------------- | ---------- | ---------- | --------------- | --------------- | --------------- | ------------------ | ------------------ | ------------------ | ----------- | ----------- | ----------- | ------ | ------ |
| 2009                      | Carolina RailHawks        | USL-1                     | 19         | 0          | USOC            | 0               | 0               |                    | -                  | -                  |             | -           | -           | 19     | 0      |
| 2010                      | Carolina RailHawks        | US1                       | 14         | 0          | USOC            | 2               | 0               |                    | -                  | -                  |             | -           | -           | 16     | 0      |
| apr.-lug. 2011            | Carolina RailHawks        | NASL                      | 12+6       | 1          |                 | -               | -               |                    | -                  | -                  |             | -           | -           | 18     | 1      |
| Totale Carolina RailHawks | Totale Carolina RailHawks | Totale Carolina RailHawks | 51         | 1          |                 | 2               | 0               |                    | -                  | -                  |             | -           | -           | 53     | 1      |
| 2011-2012                 | HB Køge                   | SL                        | 23         | 2          | CD              | 3               | 0               |                    | -                  | -                  |             | -           | -           | 26     | 3      |
| 2012-gen. 2013            | HB Køge                   | 1D                        | 10         | 0          | CD              | 0               | 0               |                    | -                  | -                  |             | -           | -           | 10     | 0      |
| Totale HB Køge            | Totale HB Køge            | Totale HB Køge            | 33         | 2          |                 | 3               | 0               |                    | -                  | -                  |             | -           | -           | 36     | 2      |
| 2013                      | Vancouver Whitecaps       | MLS                       | 19         | 0          | CC              | 1               | 0               |                    | -                  | -                  |             | -           | -           | 20     | 0      |
| 2014                      | Orlando City              | USL Pro                   | 23         | 2          | USOC            | 2               | 0               |                    | -                  | -                  |             | -           | -           | 25     | 2      |
| apr.-nov. 2015            | S.A. Scorpions            | NASL                      | 15         | 0          | USOC            | 0               | 0               |                    | -                  | -                  |             | -           | -           | 15     | 0      |
| 2016                      | Miami FC                  | NASL                      | 7          | 1          | USOC            | 0               | 0               |                    | -                  | -                  |             | -           | -           | 7      | 1      |
| 2017                      | Miami FC                  | NASL                      | 0          | 0          | USOC            | 0               | 0               |                    | -                  | -                  |             | -           | -           | 0      | 0      |
| Totale Miami FC           | Totale Miami FC           | Totale Miami FC           | 7          | 1          |                 | 0               | 0               |                    | -                  | -                  |             | -           | -           | 7      | 1      |
| 2018                      | Indy Eleven               | USL                       | 11         | 1          | USOC            | 1               | 0               |                    | -                  | -                  |             | -           | -           | 12     | 0      |
| Totale carriera           | Totale carriera           | Totale carriera           | 159        | 6          |                 | 9               | 0               |                    | -                  | -                  |             | -           | -           | 168    | 6      |